# Manoir de la Châtaigneraie
Le manoir de la Châtaigneraie est situé à Saint-Nicolas-du-Tertre en France.

## Localisation
Le manoir est situé sur le territoire de la commune de Saint-Nicolas-du-Tertre, au lieu-dit la Châtaigneraie, dans le département du Morbihan en région Bretagne.

## Description
Le manoir date du XVIIe siècle, édifice à un étage carré construit en moellons sans chaîne en pierre de taille de schiste. Toiture à longs pans recouverte d'ardoises, pignon couvert. Escalier hors-œuvre.

## Historique
La réformation de 1427 mentionne "Guillaume Aubin noble qui a accoustumé aller es mandements de Monsieur". L'enquête de 1440 cite l'"hostel de la Chasteigneraye qui fut à Guillaume Aubin". Le texte de la réformation de 1536 attribue la Chasteigneraye à Pierre Boquan.
Le manoir est inscrit à l'inventaire général du patrimoine culturel.